# Вербург, Крис
Крис Вербург (нидерл. Kris Verburgh; 8 марта 1986 года, Вилрeйк, Бельгия) — бельгийский публицист, врач-исследователь и автор. Он пишет в основном о космологии, теории эволюции, нейробиологии и старении. Предложил новую отрасль в науке, нутригеронтологию, которая должна изучить роль питания в процессе старения.
Кроме того, Вербург представил концепцию «Второй эпохи биотехнологии», согласно которой наша жизнь, тело и мозг значительно изменятся, благодаря новым технологиям, которые позволят нам лечить все виды болезней гораздо лучше.

## Биография
Вербург был увлечен наукой с детства. В возрасте 16 лет он написал первую книгу «Блестящий! O вселенной.» (Schitterend! Over het universum, 2003). Благодаря этому он стал самым молодым автором научной книги для широкой публики. Он также был самым молодым номинантом на премию Эврика в возрасте 18 лет. С 2012 по 2015 год NWO (Голландская организация научных исследований) присуждала премию Эврика. Премия была поощрительной премией для писателей, режиссёров, журналистов, разработчиков программ, ученых, редакторов, продюсеров и издателей, a также для средств массовой информации, чтобы сделать научные знания и идеи доступными для широкой публики.
В возрасте 21 года он опубликовал вторую книгу «Отлично!: О вселенной в нашей голове.» (Fantastisch! Over het universum in ons hoofd, 2007). В 25 лет он был автором трех научных книг, третья из них «Пищевые песочные часы: О похудении и долгом пребывании в молодости.» (De Voedselzandloper: Over afvallen en langer jong blijven, 2012). В возрасте 28 лет он создал новую научную дисциплину: «нутригеронтология». Его статья об этом была опубликована в самом важном международном научном журнале по проблемам старения, «Aging Cell».
Вербург учился на медицинском факультете Антверпенского университета и получил диплом с отличием. Впоследствии он работал в университете в качестве ассистента. Вербург написал статьи для газет NRC, Народная газета (de Volkskrant), Утро (de Morgen), Газета Антверпена (Gazet van Antwerpen) и научно-популярный журнал EOS и Вербург выступал в различных радио- и телевизионных программах: Северное сияние (Noorderlicht), Это были новости (Dit was het nieuws), Пау и Виттеман (Pauw en Witteman). Он регулярно читает лекции по вопросам питания, здоровья и науки.

## «Пищевые песочные часы»
Вербург — автор книги «Пищевые песочные часы». В данной книге Вербург обсуждает здоровьe и потерю веса в области биогеронтологии (наука о процессе старения). Oн также утверждает, что голландский «диск из пяти» и бельгийский «пищевой треугольник» устарели. Они слишком сильно зависят от пищевой промышленности и отраслей сельскохозяйственных, где делается упор на зерновые продукты, мясо и молоко. Его книга «Пищевые песочные часы» стала бестселлером и была номинирована на «Книгу года» в Голландии. Книга способствовала убедиться, что руководящие принципы питания, которые сильно устарели в Бельгии и Голландии, должны быть пересмотрены.

## Hутригеронтология
Hутригеронтология занимается вопросами, о том как можно при помощи пищии повлиять на процессы старения.
За последние десятилетия был достигнут большой прогресс в области исследований старения. Биогеронтология, наука, изучающая старение, обнаружила некоторые важные молекулярные механизмы, которые являются основными модуляторами процесса старения. В то же время общество сталкивается с постоянно растущим количеством распространенности заболеваний, связанных со старением, таких как сердечно-сосудистые заболевания, диабет 2 типа и болезнь Альцгеймера. Распространение знаний о механизмах старения от биогеронтологии до клинической медицины и науки о питании может помочь найти адекватные диетические рекомендации для предупреждения или замедления развития различных заболеваний, связанных со старением. Эти знания могут быть включены в «нутригеронтологию», новую научную дисциплину, которая охватывает биогеронтологию, медицину и диетологию. Нутригеронтология исследует, как пищевые вещества, продукты питания, рационы питания и диеты влияют на риск заболеваний, связанных со старением, а также на продолжительность здоровой жизни. Нутригеронтология также может рассматриваться как практическое применение биогеронтологии. Биогеронтологические данные могут быть использованы для создания рекомендаций по питанию, которые могут снизить риск различных заболеваний, связанных со старением, которыe наблюдаются как в развитых, так и в развивающихся странах.

## Критика и поддержка

### Критика
Люк Ван Гаал, профессор и диетолог факультета Медицины и здравоохранения Антверпенского университета дистанцировался от книги «Пищевые песочные часы», назвав её опасной, потому что в ней Вербург советует не употреблять хлеб и картофель больным диабетом и отрицательно относится к молочным продуктам.
Международные рекомендации по питанию также по-прежнему советуют ежедневное потребление молока.
ViGEZ, государственный фламандский институт здоровой жизни, который поддерживает классический пищевой треугольник, дистанцируется от книги и не согласен с критикой Вербурга в отношении классического пищевого треугольника.
По словам бывшего научного редактора Тони Мадде Народной газеты (Голландия) Вербург делает «эффектные заявления, основанные на научных зыбучих песках», потому что Тони сомневается в научном обосновании их.

### Нейтральная партия
Психиатр и обозреватель Oбщей Газеты (Algemeen Dagblad) (Голландия), и Метро (Metro) (Голландия) Брэм Баккер защищает концепцию пищевых песочных часов в Народной газете (Голландия), утверждав, что песочные часы заставляют людей думать о здоровой пище, и что в общем положительное явление хорошее. B 2013 году по его мнению некоторые из утверждений и советов Вербурга преждевременны и недостаточно обоснованы и противоречат современным взглядам.

### Поддержка
В декабре 2012 года была проведена пресс-конференция, на которой шесть врачей (среди них голландский врач-фармаколог Ремко Койперс, эксперт по питанию Анна Крюсвейк и доктор Вернер Фаше, основатель Гентского профилактического центра) сообщили, что поддерживают идеи пищевых песочных часов. Они призвали ViGEZ сменить классический пищевой треугольник, например, на австрийскую модель, в которой овощи составляют основу пищевого треугольника вместо крахмальных продуктов, богатых углеводами, таких как хлеб, картофель или макаронные изделия. По словам профессора Уолтера Виллетта из Гарвардского университета, пищевые песочные часы «соответствуют современной научной литературе».
Шеф-повар фламандского телевидения Пит Хэйзентрейт заявил в 2012 году, что благодаря «Пищевым песочным часам» он стабилизировал свой диабет и похудел на 17 кг. Oн работает над кулинарной программой используя данную книгу. Программа передача в 2014 под названием «Приятная аппетита!» (Smakelijk!)
Благодаря книге «Пищевые песочные часы» Крис Вербург был признан одним из самых значительных бельгийцев 2012 года. «Пищевые песочные часы» также были номинированы на «Книгу года» в Голландии в 2013. После публикации «Пищевые песочные часы» Вербург стал в 2016 году членом факультета Медицины, Биотехнологии и Долголетия в университете Сингулярности, который создан в 2008 для повышения осведомленности населения о питании и влиянии пищи на здоровье человека.

## Книги
- Блестящий! : О вселенной. (Schitterend! Over het universum, 2003)(номинирован на премию Эврика).
- Отлично! : О вселенной в нашей голове. (Fantastisch! Over het universum in ons hoofd, 2007)(номинирован на премию ABN AMRO).
- Уважаемый Дарвин: Письма основателю теории эволюции. (Geachte Darwin: Brieven aan de grondlegger van de evolutietheorie, 2009).
- Пищевые песочные часы: О похудении и долгом пребывании в молодости. (De Voedselzandloper: Over afvallen en langer jong blijven, 2012) (номинирована на премию Зрительских симпатий за голландскую книгу 2013).
- Пищевая песочная кулинарная книга — вместе с Полиной Вьюринг. (Het Voedselzandloper kookboek — samen met Pauline Weuring, 2013).
- Задержка старения: план сохранения молодость. (Veroudering vertragen: het langer jong-plan, 2015).

## Внешние ссылки
- http://www.krisverburgh.com/ Архивная копия от 10 мая 2019 на Wayback Machine
- https://www.ntr.nl/Kunststof-Radio/8/detail/Kunststof/POMS_NTR_394243 Архивная копия от 15 мая 2019 на Wayback Machine
- https://radio1.be/kris-verburgh-1 Архивная копия от 15 мая 2019 на Wayback Machine
- https://radio1.be/hoe-word-ik-100-jaar-200-300 Архивная копия от 15 мая 2019 на Wayback Machine